# The Nothing
The Nothing è il tredicesimo album in studio del gruppo musicale statunitense Korn, pubblicato il 13 settembre 2019 dalla Elektra Records e dalla Roadrunner Records.

## Descrizione
In una dichiarazione, il cantante Jonathan Davis ha parlato così dell'album:
Per la promozione del disco i Korn hanno pubblicato tre brani prima della sua uscita: il 26 giugno, contemporaneamente all'annuncio dell'album, viene reso disponibile il visualizer del primo singolo You'll Never Find Me, seguito il 18 luglio dal relativo videoclip e il 24 settembre da quello dal vivo. Il 2 agosto viene pubblicato il visualizer del secondo singolo Cold, seguito il 24 novembre dal relativo videoclip dal vivo, mentre il 6 settembre il visualizer per l'ottava traccia Can You Hear Me, che funge da trailer ufficiale per il podcast antologico lanciato dal gruppo che porta lo stesso titolo dell'album. Il singolo inoltre è stato pubblicato nelle stazioni radiofoniche statunitensi a partire dall'11 febbraio 2020, mentre il successivo 20 marzo è stato accompagnato dal relativo videoclip, e il 29 maggio è stato reso disponibile in versione acustica. Il 15 ottobre è stato pubblicato il videoclip di Finally Free, in collaborazione con il videogioco online World of Tanks Blitz.

## Tracce
1. The End Begins – 1:30 (Jonathan Davis)
2. Cold – 3:45 (Korn, Lauren Christy, Nick Raskulinecz)
3. You'll Never Find Me – 3:40 (Korn, William Patrick Corgan, Nick Raskulinecz)
4. The Darkness Is Revealing – 3:40 (Korn, Nick Raskulinecz)
5. Idiosyncrasy – 4:38 (Korn, Nick Raskulinecz)
6. The Seduction of Indulgence – 1:42 (Jonathan Davis)
7. Finally Free – 3:53 (Korn)
8. Can You Hear Me – 2:52 (Korn)
9. The Ringmaster – 3:00 (Korn)
10. Gravity of Discomfort – 3:34 (Korn, Lauren Christy, Nick Raskulinecz)
11. H@rd3r – 4:47 (Korn, Lauren Christy, Nick Raskulinecz)
12. This Loss – 4:41 (Korn, John Feldmann, Nick Raskulinecz)
13. Surrender to Failure – 2:21 (Jonathan Davis)

## Formazione
Gruppo
- Jonathan Davis – voce, strumentazione (tracce 1, 6 e 13)
- James "Munky" Shaffer – chitarra (eccetto tracce 1, 6 e 13)
- Brian "Head" Welch – chitarra (eccetto tracce 1, 6 e 13)
- Reggie "Fieldy" Arvizu – basso (eccetto tracce 1, 6 e 13)
- Ray Luzier – batteria (eccetto tracce 1, 6 e 13)

Altri musicisti
- Tiago Nunez – programmazione (eccetto tracce 1, 6 e 13)
- Nathan Davis – programmazione (eccetto tracce 1, 6 e 13)
- Jules Venturini – programmazione aggiuntiva (eccetto tracce 1, 6 e 13)

Produzione
- Nick Raskulinecz – produzione
- Josh Wilbur – missaggio
- Johnny Nice – assistenza tecnica
- Nick Rowe – assistenza tecnica
- Ted Jensen – mastering
- Nathan Yarborough – ingegneria del suono
- Chris Collier – ingegneria del suono aggiuntiva
- Jim Monti – ingegneria del suono aggiuntiva
- Matt Wallace – ingegneria del suono aggiuntiva
- David "Beno" Benveniste – produzione esecutiva

## Classifiche
| Classifica (2019)          | Posizione massima |
| -------------------------- | ----------------- |
| Australia                  | 5                 |
| Austria                    | 7                 |
| Belgio (Fiandre)           | 6                 |
| Belgio (Vallonia)          | 8                 |
| Canada                     | 11                |
| Finlandia                  | 13                |
| Francia                    | 18                |
| Germania                   | 6                 |
| Irlanda                    | 50                |
| Italia                     | 14                |
| Nuova Zelanda              | 10                |
| Paesi Bassi                | 24                |
| Portogallo                 | 4                 |
| Regno Unito                | 9                 |
| Regno Unito (download)     | 3                 |
| Regno Unito (physicial)    | 5                 |
| Regno Unito (rock & metal) | 1                 |
| Regno Unito (vinyl)        | 21                |
| Scozia                     | 6                 |
| Repubblica Ceca            | 47                |
| Slovacchia                 | 12                |
| Spagna                     | 14                |
| Stati Uniti                | 8                 |
| Stati Uniti (digital)      | 2                 |
| Stati Uniti (hard rock)    | 1                 |
| Stati Uniti (rock)         | 2                 |
| Stati Uniti (vinyl)        | 5                 |
| Svezia                     | 60                |
| Svizzera                   | 4                 |
| Ungheria                   | 3                 |